# Inaugurele rede van John F. Kennedy
De inaugurele rede werd door John F. Kennedy gegeven direct nadat hij op 20 januari 1961 om 12:51 uur Eastern Standard Time was beëdigd als 35e president van de Verenigde Staten. De rede was 1364 woorden lang en duurde 13 minuten en 59 seconden, het applaus aan het eind niet meegerekend. Hiermee was deze de toen op drie na kortste presidentiële inaugurele rede in de geschiedenis van de VS.

## Achtergrond
Kennedy werd op 8 november 1960 tot president van de Verenigde Staten gekozen. In de presidentsverkiezingen van dat jaar versloeg hij Richard Nixon.
Eind november begon Kennedy met het verzamelen van gedachten en ideeën voor zijn rede. Hij vroeg om suggesties van verschillende vrienden en adviseurs, waaronder geestelijken voor citaten uit de bijbel. Daarna maakte hij meerdere ontwerpen om zijn gedachten te ordenen.
De rede werd in elkaar gezet door Kennedy zelf en Ted Sorenson, de schrijver van zijn toespraken. Kennedy liet Sorenson ook de Gettysburg Address van Abraham Lincoln en de inaugurele redes van andere presidenten onderzoeken.

## Fragmenten
"De wereld is heel anders nu. Want de mens houdt in zijn sterfelijke handen de macht om alle vormen van menselijke armoede en alle vormen van menselijk leven op te heffen. En nog steeds zijn dezelfde revolutionaire overtuigingen waar onze voorouders voor vochten in de wereld aan de orde - de overtuiging dat de rechten van de mens niet van de gulheid van de staat komen maar van de hand van God.

...

Laat al onze buren weten dat we ons bij hen zullen aansluiten om agressie of onderwerping op het Amerikaanse continent tegen te gaan. En laat elke andere macht duidelijk zijn dat dit halfrond heer in eigen huis blijft.
Aan de wereldvergadering van soevereine staten, de Verenigde Naties, onze laatste en beste hoop in een tijdperk waarin de werktuigen van oorlog die van de vrede ver overtreffen, herhalen we onze belofte van steun, om te voorkomen dat ze slechts een forum wordt voor smaadredes, om de bescherming van de nieuwelingen en de zwakkeren te versterken en om het gebied uit te breiden waarin zijn mandaat geldt.
Ten slotte, aan de landen die de vijandschap tegen ons verkiezen, geven we geen gelofte maar een verzoek: dat beide partijen opnieuw een zoektocht voor vrede starten, voordat de duistere vernietigende krachten die door de wetenschap blootgelegd worden de gehele mensheid in een geplande of toevallige zelfverwoesting verzwelgen.
Wij mogen hen niet in verleiding brengen met zwakte. Want alleen wanneer onze wapens zonder enige twijfel toereikend zijn, kunnen we er zeker van zijn dat ze nooit zullen worden ingezet.

...

Laten zich daarom beide partijen opnieuw herinneren dat beleefdheid geen teken van zwakte is en dat oprechtheid altijd bewezen moet worden. Laten we nooit onderhandelen uit angst. Maar laat ons ook nooit angst kennen om te onderhandelen.

...

En dus, mijn mede-Amerikanen: vraag niet wat uw land voor u kan doen - vraag wat u kan doen voor uw land.
Mijn medeburgers van de wereld: vraag niet wat Amerika zal doen voor u, maar wat we samen kunnen doen voor de vrijheid van de mens."